# 线异蓝蛤
线异蓝蛤（学名：Anisocorbula lineata），是海螂目抱蛤科异篮蛤属的一种。主要分布于中国大陆，常栖息在潮下带49米。
其种加词“lineata”意为“线条状的”。